# Березнегуватська селищна територіальна громада
Березнегуватська селищна територіальна громада — територіальна громада в Україні, в Баштанському районі Миколаївської області. Адміністративний центр — селище Березнегувате.
Утворена 10 серпня 2018 року шляхом об'єднання Березнегуватської селищної ради та Білокриницької, Мурахівської, Новоочаківської, Новоукраїнської, Федорівської сільських рад Березнегуватського району.

## Населені пункти
До складу громади входять 3 селища (Березнегувате, Березнегувате і Добре) та 38 сіл: Біла Криниця, Василівка, Велике Артакове, Веселе, Веселий Кут, Висунськ, Кавказ, Калачеве, Калинівка, Калуга, Козацьке, Краснопілля, Лепетиха, Любомирівка, Маліївка, Маломихайлівське, Мурахівка, Нововолодимирівка, Новогригорівка, Новоолександрівка, Новоочаків, Новосевастополь, Новосергіївка, Новоукраїнка, Одрадне, Озерівка, Петропавлівка, Пришиб, Романівка, Семенівка, Сергіївка, Соколівка, Тернівка, Терновий Яр, Тетянівка, Тихий Став, Федорівка, Яковлівка.